# Zemští správci Dolní Lužice
Dolnolužičtí správci, respektive zemští fojti (hejtmani) byli nejvyššími představiteli a zástupci českých králů a saských kurfiřtů v Dolní Lužici od 14. do 17. století. Několik úřadujících bylo také hejtmany Horní Lužice.

## Historie
První zemský fojt je zmíněn v roce 1359 v době saské nadvlády v Dolní Lužici. Zpočátku však nejsou z několika dochovaných zpráv patrné významné kompetence pro tento úřad, a to ani z doby po roce 1364, kdy Lužice přešla pod nadvládu Českého království.

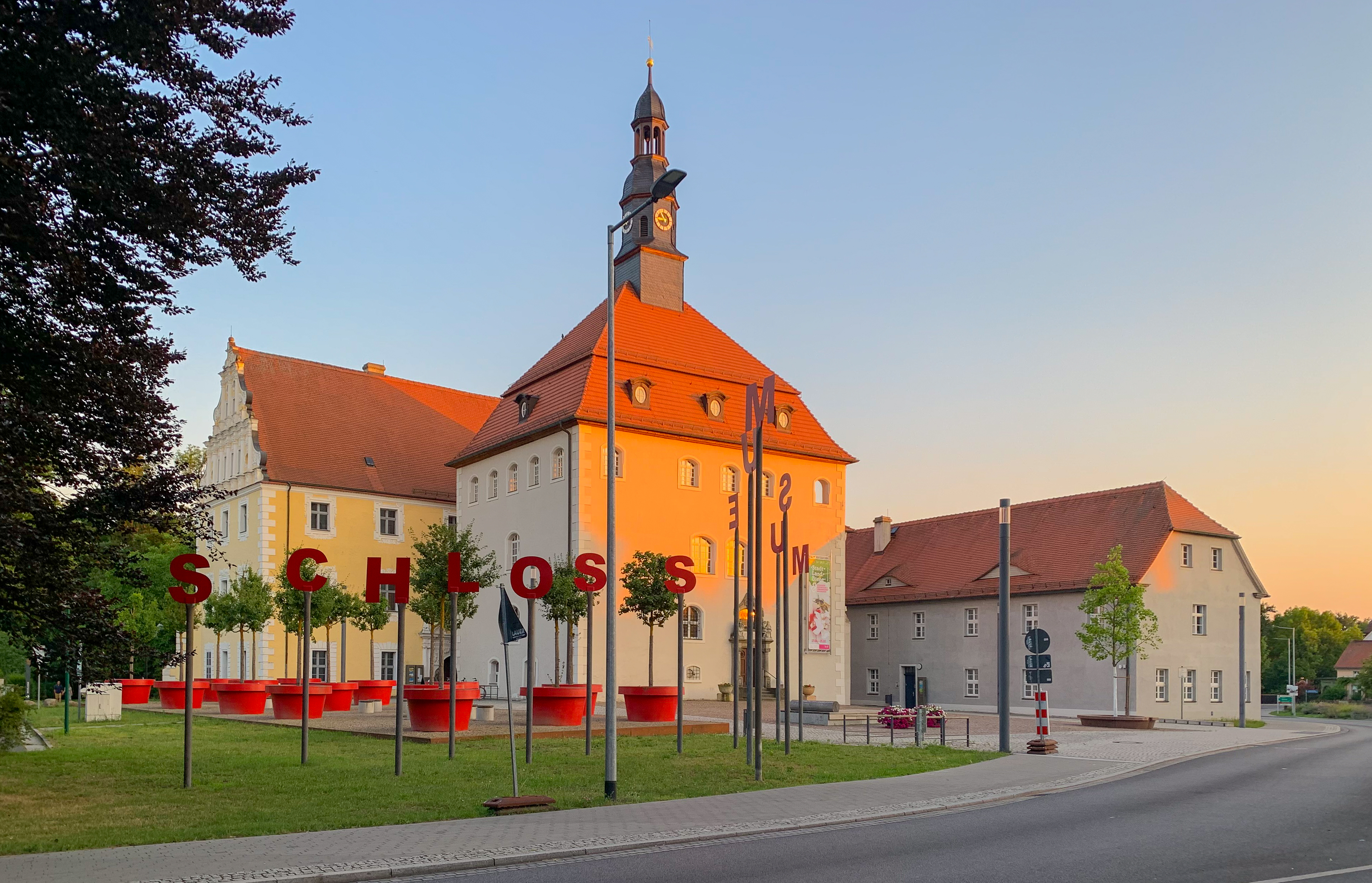
Zámek Lübben, sídlo fojta a místo setkání stavů v pietním sále

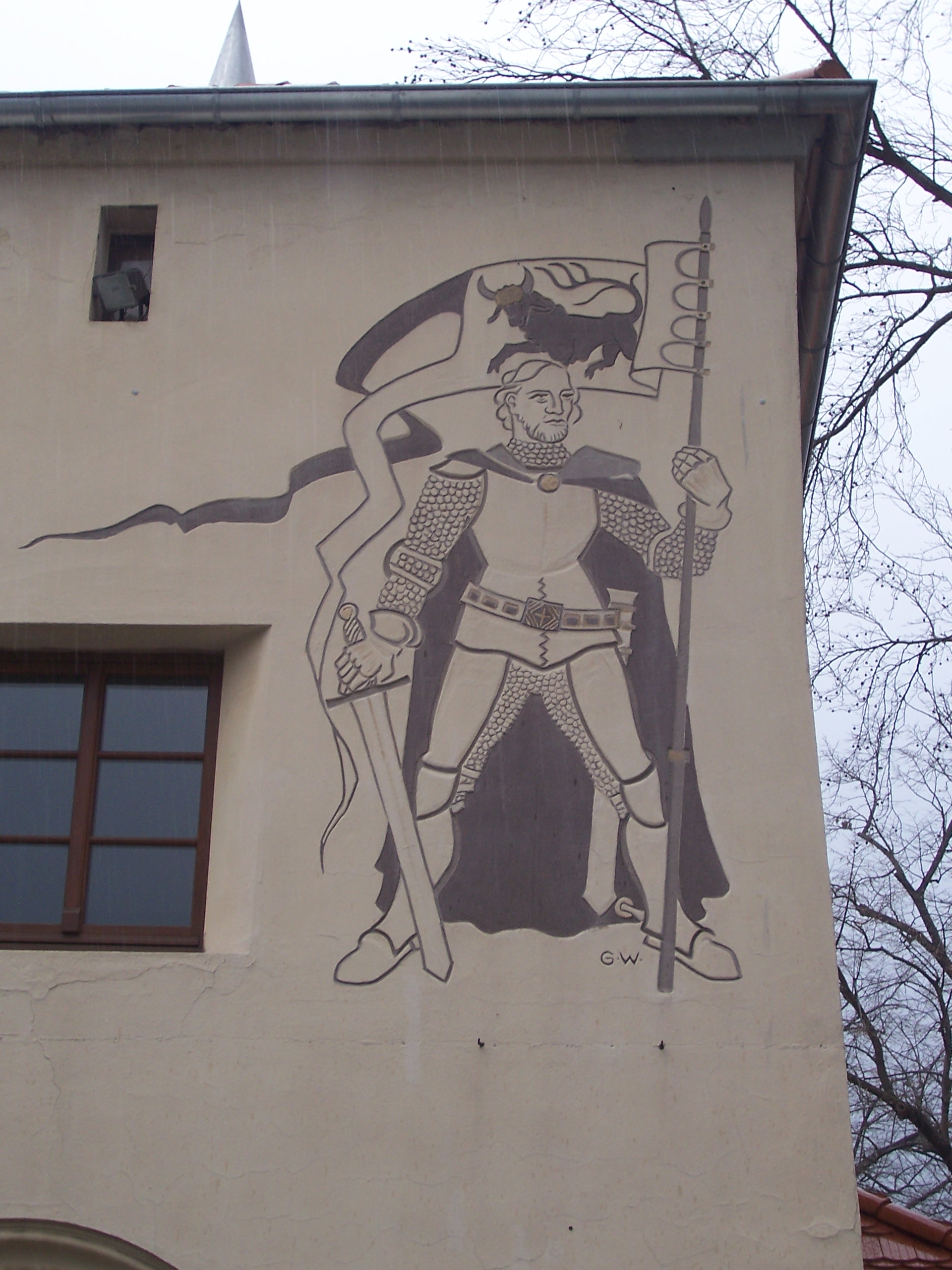
Idealizovaný portrét „Hanse von Polenz“ od Günthera Wendta (1908–1971) v galerii na zámku v Senftenbergu.

Vzhledem k velké vzdálenosti od sídla českého krále v Praze se pravomoci fojtů stále více rozvíjely. V 15. století jednali převážně samostatně se suverénními pravomocemi, vydávali listiny o lénech a jiných věcech, vedli války a snažili se po dohodě se stavy spravovat Dolní Lužici. Sídlem fojta a místem stavovských sněmů byl zámek Lübben.
Po převedení Dolní Lužice pod Saské kurfiřtství v roce 1635 se vliv fojta opět zmenšil a na konci 17. století se úřad stal pouhým titulem saského kurfiřta (následníka trůnu).

## Fojti Dolní Lužice
- 1359 Kuneš z Würzburgu
- 1364 Jan z Herzensteinu
- 1369 Epping z Grabecku
- 1371 Jindřich VI. starší Reuß z Plavna
- 1375 Gebhard z Wiltpergu
- 1377 Půta I. z Častolovic, později též zemský fojt v Žitavě
- 1380–1386 Anselm z Ronova, později též zemský fojt ve Zhořelci a Žitavě
- 1387–1390 Ješek Lubolitz
- 1389–1394 Ota z Kytlice, později též zemský fojt Horní Lužice
- 1394–1395 Baltazar z Ilowa
- 1397–1407 Hynek Hlaváč Berka z Dubé, později též zemský fojt Horní Lužice
- 1409–1413 Jan z Torgavy (Hans von Torgow/Hans von Torgau)
- 1414–1438 Hanuš z Polenze, vykonavatel též hornolužického zemského fojtství, byl také dočasně Pfandinhaber Dolní Lužice
- 1438–1447 Nikolaus von Polenz
- 1447–1450 Ota ze Schliebenu
- 1450–1453 Půta z Ileburgu
- 1453–1456 Ota ze Schliebenu (s. o.)
- 1456 Pavel z Kunersdorfu
- 1457–1459 Wittchin z Kottwitz
- 1459–1461 Jiří z Waldenfelsu
- 1462–1467 Albrecht Kostka z Postupic
- 1463 Seyfried z Pytschenu
- 1467–1469 Půta z Ilburka starší
- 1469–1477 Jaroslav III. ze Šternberka, byl předtím zemským fojtem Horní Lužice
- 1477–1480 Melichar z Loebenu
- 1480 Václav z Biberštejna
- 1481 Jahn (Jan) von Zawolsky
- 1481–1485 Jiří ze Steinu, byl též zemským fojtem Horní Lužice
- 1486–1490 Zikmund z Veitmile
- 1489–1492 Nikl z Köckritze
- 1493–1504 Jindřich III. z Plavna, purkrabí míšeňský a hejtman českých královských lén
- 1504–1506 Zikmund, vévoda hlohovský a opavský, byl současně zemským fojtem Horní Lužice a od roku 1506 král polský a velkokníže litevský
- 1506–1508 Jiří ze Schellenbergu, kníže krnovský
- 1509–1539 Jindřich Tunkl z Brníčka
- 1540–1554 Albrecht Šlik
- 1556–1570 Bohuslav Felix Hasištejnský z Lobkovic
- 1571–1595 Jaroslav Libštejnský z Kolovrat
- 1595–1598 Karel z Kytlice
- 1599–1619 Jindřich Anselm z Promnitze
- 1619–1620 Jindřich Vilém ze Solmse
- 1621–1622 Jindřich Anselm z Promnitze
- 1623–1654 Zikmund Seyfrid z Promnitze (1595–1654), syn předchozího
- 1654–1665 Jindřich Jáchym ze Schulenburgu

Po smrti Jindřicha Jáchyma ze Schulenburgu již nebyl úřad zemského fojta obsazen. V roce 1666 nahradil nový vládce Dolní Lužice, vévoda Kristián I. Sasko-Merseburský fojtský úřad výkonnou vládou složenou z prezidenta a čtyř radních.